# I Sexually Identify as an Attack Helicopter
I Sexually Identify as an Attack Helicopter (česky „sexuálně se identifikuji jako bitevní vrtulník“) je military sci-fi próza pseudonymní autorky Isabell Fallové, zveřejněná 1. ledna 2020 na stránkách internetového magazínu Clarkesworld. Vypráví příběh Američanky Barb, jejíž gender byl s lékařskou pomocí změněn na „bitevní vrtulník“, aby se stala lepší pilotkou fiktivního stroje AH-70 Apache Mystic. Pod názvem Helicopter Story byla noveleta v užší nominaci na cenu Hugo za rok 2021.
Původní jméno povídky vychází z internetového memu, který shazuje identitu transgender lidí jako absurdní. Kvůli tomu povídku někteří čtenáři považovali za trolling a projev transfobie. Autorka, která je trans žena, toho času v začátcích tranzice, požádala po ostré kritice některých uživatelů sociálních sítí hraničící s obtěžováním o její stažení. To mezi autory a kritiky žánru vyvolalo debatu o uměleckém přínosu děl, která někdo může shledat urážlivými.
O díle a reakci na něj vydala Emily St. Jamesová na stránce Vox.com esej How Twitter can ruin a life, který byl v roce 2022 nominován na cenu Hugo za nejlepší dílo spojené s žánrem.